# Калжыр (река)

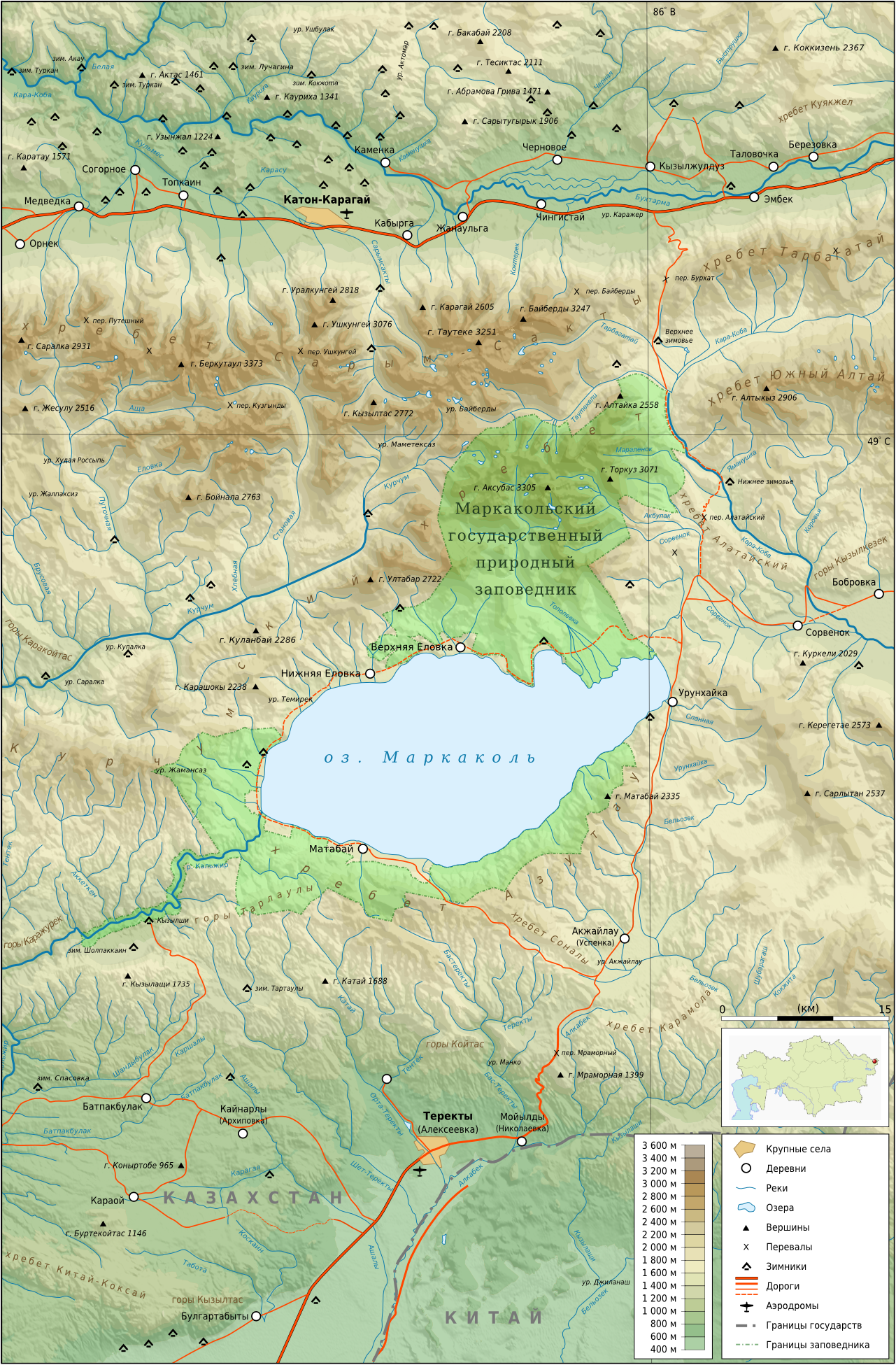
Карта озера Маркаколь
(исток Кальжира — на западе)

Калжыр, ранее — Кальжи́р (каз. Қалжыр) — река в Восточно-Казахстанской области Казахстана, правый приток Иртыша. Берёт начало в озере Маркаколь (единственная вытекающая из озера река), проходит по каньонообразной долине с крутыми склонами. Впадает в Чёрный Иртыш в районе села Боран.
Длина реки — 120 км. Средний расход воды — 20,1 м³/с. Высота истока — 1447 м над уровнем моря. Площадь водосборного бассейна — 3090 км².